# Liste d'ordinateurs de fiction
 (novembre 2014).
Si vous disposez d'ouvrages ou d'articles de référence ou si vous connaissez des sites web de qualité traitant du thème abordé ici, merci de compléter l'article en donnant les références utiles à sa vérifiabilité et en les liant à la section « Notes et références ».

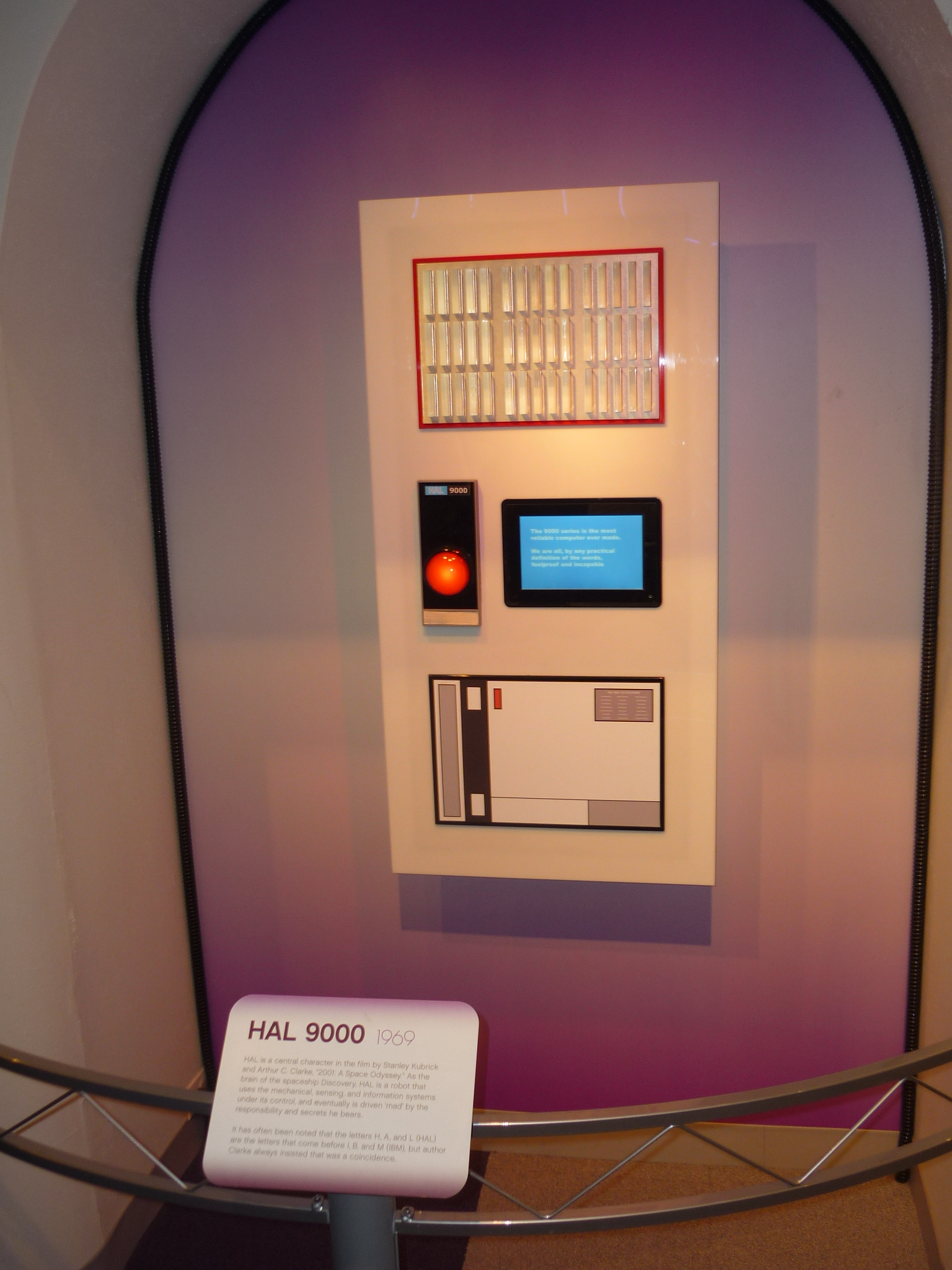
HAL 9000 le superordinateur du film 2001, l'Odyssée de l'espace.

Cette liste d'ordinateurs de fiction constitue une liste non exhaustive des ordinateurs (et des superordinateurs) en tant que personnages présents dans la fiction.
L'ordinateur est un personnage récurrent de la culture populaire, notamment — mais pas exclusivement — dans le domaine de la science-fiction.

## En littérature

### Avant 1950
- The Engine ou machine à écrire, un ordinateur mécanique qui apparaît dans Les Voyages de Gulliver (1726).
- Le Baron Savitch, dans la nouvelle L'homme le plus doué du monde (The Ablest Man in the World), par Edward Page Mitchell (1880). Le personnage de Savitch, débile de naissance, voit son cerveau remplacé par une mécanique horlogère inspirée par les travaux de Charles Babbage.
- La Machine, un dispositif utilisé pour assister la vie, la communication et les loisirs pour l'humanité dans la courte nouvelle de E. M. Forster La machine s’arrête (1909).
- L'ordinateur de navigation du vaisseau spatial dans Misfit, une nouvelle de Robert Anson Heinlein (1939).
- La Machine des Jeux, un très puissant ordinateur qui joue un rôle majeur dans Le Monde des Ā d'Alfred Elton van Vogt (paru en série dans Astounding Science Fiction, 1945).
- Joe, un « logic » (qu'on appellerait à présent un ordinateur personnel) dans la nouvelle de Murray Leinster A Logic Named Joe (1946)

### Années 1950
- The Machines, des ordinateurs positroniques qui gèrent le monde dans la nouvelle Conflit évitable d'Isaac Asimov (1950).
- Une machine pensante sans nom dans Le Livre Noir (1951) de Giovanni Papini, qui se charge de juger et de donner des peines de condamnations.
- EPICAC (1952), dans Player Piano de Kurt Vonnegut, ordinateur qui régit l'économie américaine, également présent dans d'autres récits de cet auteur.
- Un ordinateur sans nom, dans la nouvelle de Fredric Brown La réponse (1954).
- Multivac, un super-ordinateur mondial imaginé par Isaac Asimov et présent dans nombre de ses nouvelles entre 1955 et 1975.
- La calculatrice centrale de la ville éternelle de Diaspar dans La Cité et les Astres d'Arthur C. Clarke (1956).
- L'AC cosmique, l'ordinateur ultime de la fin des temps dans la nouvelle La Dernière Question d'Isaac Asimov (le nom vient d’analog computer ; voir aussi AC's ancestor, Multivac) (1959).

### Années 1960
- The Machine, un ordinateur construit en suivant des instructions envoyées par une intelligence extraterrestre dans le roman A for Andromeda par Fred Hoyle (1961).
- Abba-dingo, un ordinateur à prédiction obsolète mais considéré comme un Dieu par les sous-êtres dans la nouvelle Boulevard Alpha Ralpha du cycle des Seigneurs de l'Instrumentalité de Cordwainer Smith (1961).
- Merlin, dans le roman The Cosmic Computer de H. Beam Piper (1963).
- Colossus, un ordinateur cybernétique créé par l'association de deux super-ordinateurs dédiés à la défense militaire, l'un américain et l'autre soviétique, dans le roman du même nom, par Dennis Feltham Jones (en) (1966). Adapté au cinéma sous le nom Le Cerveau d'acier (Colossus: The Forbin project).
- La machine de Trurl dans la nouvelles éponyme du recueil La Cybériade de Stanislas Lem (1965) qui a une taille de huit étages et qui tente de calculer 2+2.
- The Ox (le bœuf), dans le roman Destination vide de Frank Herbert (1966).
- WESCAC (West Campus Analog Computer) dans Giles Goat-Boy de John Barth (1966).
- Frost, présent dans plusieurs écrits de Roger Zelazny : For a Breath I Tarry (1966), SolCom, DivCom, et Beta.
- Mycroft Holmes (dit « Mike »), un super-ordinateur devenant de lui-même une intelligence artificielle dans Révolte sur la Lune de Robert A. Heinlein (1966). Mycroft Holmes est le nom du frère doué de Sherlock Holmes.
- AM dans la nouvelle I Have No Mouth and I Must Scream d'Harlan Ellison (1967).
- Les Berserkers, une flotte de vaisseaux robots dont le but est de supprimer toute vie intelligente. Ils apparaissent dans les histoires de Fred Saberhagen, de 1967 à aujourd'hui.
- Shalmaneser, un super-ordinateur refroidi dans de l'hélium liquide, dans le roman Tous à Zanzibar de John Brunner (1968).
- HAL 9000 (CARL 500 dans l'adaptation française), l'ordinateur de vaisseau spatial de 2001 : L'Odyssée de l'espace dans le roman d'Arthur C. Clarke et dans l'adaptation cinématographique de Stanley Kubrick (1968).

### Années 1970
- TECT, dans plusieurs livres de George Alec Effinger. Les ordinateurs de ce nom dans les livres de cet auteur n'ont pas forcément de rapports les uns avec les autres.
- Maxine, dans My Lady of the Diodes de Roger Zelazny (1970).
- UniComp, un ordinateur central qui régit toute vie terrestre dans This Perfect Day d'Ira Levin (1970).
- Les bandes Müller-Fokker dans The Muller-Fokker Effect, par John Sladek (1971). Ces bandes magnétiques servent à stocker la personnalité d'un individu.
- HARLIE, dans HARLIE avait un an de David Gerrold (1972).
- Rufus, super-ordinateur plein d'humour dans Pardon, vous n'avez pas vu ma planète ? de Bob Ottum (1972).
- Dora, ordinateur-vaisseau dans Time Enough for Love de Robert A. Heinlein (1973).
- Minerva, dans Time Enough for Love de Robert A. Heinlein (1973).
- Extro, dans le roman The Computer Connection d'Alfred Bester(1975).
- First Universal Cybernetic-Kinetic Ultra-micro Programmer (FUCKUP), dans la trilogie Illuminatus de Robert Anton Wilson (1975).
- Peerssa, ordinateur de bord doté de la personnalité d'un homme du même nom, dans A World Out of Time de Larry Niven (1976).
- Proteus IV, l'ordinateur violeur dans le roman et dans le film Demon Seed de Dean Koontz (1976).
- L'ordinateur central dans les romans et les nouvelles se déroulant dans les Eight Worlds (en) de John Varley (1977 à 1998).
- Com-pewter, une parodie d'ordinateur malveillant dans la série Xanth de Piers Anthony (1977 et suivant).
- Obie, une intelligence artificielle capable de modifier des régions de la réalité, par Jack L. Chalker dans sa série Well World (1977).
- Well World, l'ordinateur central responsable de la simulation d'un nouvel univers entier, dans le roman du même nom par Jack L. Chalker.
- IMP, dans le roman Plus de Joseph McElroy (1977).
- TOTAL, le réseau militaire dans Up the Walls of the World de James Tiptree Jr (1978).
- Marvin, un robot dépressif dans Le Guide du voyageur galactique de Douglas Adams (1978).
- ZORAC, l'ordinateur de bord d'un ancien vaisseau spatial dans The Gentle Giants of Ganymede et la série correspondante de James P. Hogan (en) (1978)
  - Dans la même série, VISAR, l'ordinateur qui gère le quotidien des géants, et JEVEX, l'ordinateur principal exécutant la même tâche pour la colonie humaine.
  - Spartacus, une intelligence artificielle délibérément créée pour tester la possibilité d'un comportement hostile vis-à-vis des humains, dans The Two Faces of Tomorrow (1979).
- Googleplex Star Thinker dans Le Guide du voyageur galactique de Douglas Adams, qui peut calculer la trajectoire de chaque particule de poussière d'un blizzard de cinq semaines de Dangrabad Beta (1979), ainsi que de nombreux autres ordinateurs [à préciser] cités dans les mêmes circonstances pour être comparés à "Pensées Profondes" [à remanier].

### Années 1980
- AIVAS, Artificial Intelligence Voice Address System, dans la série des Dragonriders of Pern (la Ballade de Pern) d'Anne McCaffrey (des années 1980 à aujourd'hui).
- Hactar, l'ordinateur qui créé pour le peuple de Krikkit une bombe apocalyptique de la forme d'une balle de cricket dans La Vie, l'Univers et le Reste de Douglas Adams (1982).
- SAL 9000 (modèle similaire à HAL 9000 du 1er roman, 2001), dans 2010 : Odyssée deux (1982) d'Arthur C. Clarke.
- Arius, dans les romans Dreams of Flesh and Sand, Dreams of Gods and Men et Singularities (1988 et suivant) de William Thomas Quick (en), et LEVIN (Low Energy Variable Input Nanocomputer), dans les romans Dreams of Gods and Men et Singularities (1989).
- GWB-666, (Great Western Beast) dans la trilogie du Chat de Schrödinger de Robert Anton Wilson (1988).
- Eagle, dans la série Rendez-vous avec Rama d'Arthur C. Clarke (1989).
- Loki 7281, dans la nouvelle du même nom de Roger Zelazny, où un ordinateur personnel cherche à conquérir le monde (1984).
- Cyclops et Millichrome, des ordinateurs sensitifs construits juste avant la série de désastres détruisant le gouvernement américain dans Le Facteur (The Postman) de David Brin (1984).
- Neuromancien et Muetdhiver (Neuromancer et Wintermute), dans le roman cyberpunk Neuromancien de William Gibson (1984).
- Ghostwheel, un ordinateur ésotérique créé par le personnage de Merlin d'Ambre dans le cycle des Princes d'Ambre de Roger Zelazny (1985).
- Jane, dans le Cycle d'Ender d'Orson Scott Card (1986).
- Quark II, dans Un cheval dans la salle de bains (Dirk Gently's Holistic Detective Agency) de Douglas Adams (1987).
- Les Minds (les « Mentaux »), de puissantes intelligences artificielles dans les romans et nouvelles du Cycle de la Culture de Iain Banks (1987 à 2012).

### Années 1990
- Grand Napoleon, un super-ordinateur mécanique dans la lignée de ceux de Charles Babbage, dans le roman La Machine à différences de William Gibson et Bruce Sterling (1990).
- Thing, un ordinateur sous la forme d'une petite boîte possédée par les gnomes dans la série Le grand livre des Gnomes de Terry Pratchett (1990).
- Aleph, un ordinateur qui ne dirige non seulement une station spatiale, mais aussi la personnalité d'un humain dont le corps se détraque, dans la nouvelle Halo de Tom Maddox (1991).
- Blaine le Mono, dans La Tour sombre de Stephen King (1991). Voir aussi Little Blaine et Patricia.
- Lingo, un ordinateur familial qui évolue en une intelligence artificielle sensible et qui s'échappe grâce à Internet dans Lingo de Jim Menick[1] (1991).
- Art Fish dans la nouvelle Synners de Pat Cadigan (1991).
- David et Jonathon dans The Hammer of God d'Arthur C. Clarke (1993).
- Hex (en) dans Discworld de Terry Pratchett (1994).
- Prime Intellect, un ordinateur qui contrôle l'univers, dans la nouvelle publiée sur Internet The Metamorphosis of Prime Intellect de Roger Williams (1994).
- Rei Toei, un chanteur artificiel dans Idoru et All Tomorrow's Parties de William Gibson (1996).
- Engine for the Neutralising of Information by the Generation of Miasmic Alphabets, une machine à cryptographier très avancée (voir machine Enigma), créée par Leonard of Quirm dans Discworld (1999).
- Super Brain, ordinateur paresseux du hacker 42 Crew dans Le Temps du twist de Joël Houssin (1990).
- Le TechnoCentre (et les IA qui y vivent) mettant des calculateurs prévisionnistes au service des humains dans Les Cantos d'Hypérion de Dan Simmons.
- Kraft, ordinateur de l’ancien Axen Moon, et Frost, ordinateur de l’ancienne Emma Burke, dans la nouvelle Division écrite par J. Steven York (en) pour accompagner le scénario du jeu Outpost 2: Divided Destiny (1997).
- TRANSLTR (pt), dans le livre Forteresse digitale de Dan Brown (1998).

### Années 2000
- Turing Hopper, une intelligence artificielle personnalisée qui devient un cyber-détective dans You've Got Murder et les autres livres de la série de Donna Andrews (2002).
- OMNIUS, le super ordinateur du cycle Dune, la genèse de Brian Herbert et Kevin J. Anderson dont le but est d'anéantir l'espèce humaine.

### Divers
- Solace, de Spider Robinson.

## Au cinéma

### Années 1950
- EMMARAC dans le film Une femme de tête (Desk Set, 1957).
- L'ordinateur du film Le Cerveau infernal (The Invisible Boy, 1957).
- The Interocitor, un système de communication dans le film Les Survivants de l'infini (This Island Earth) (1955).
- The Great Machine, construit au cœur d'une planète dans Planète interdite (1956).

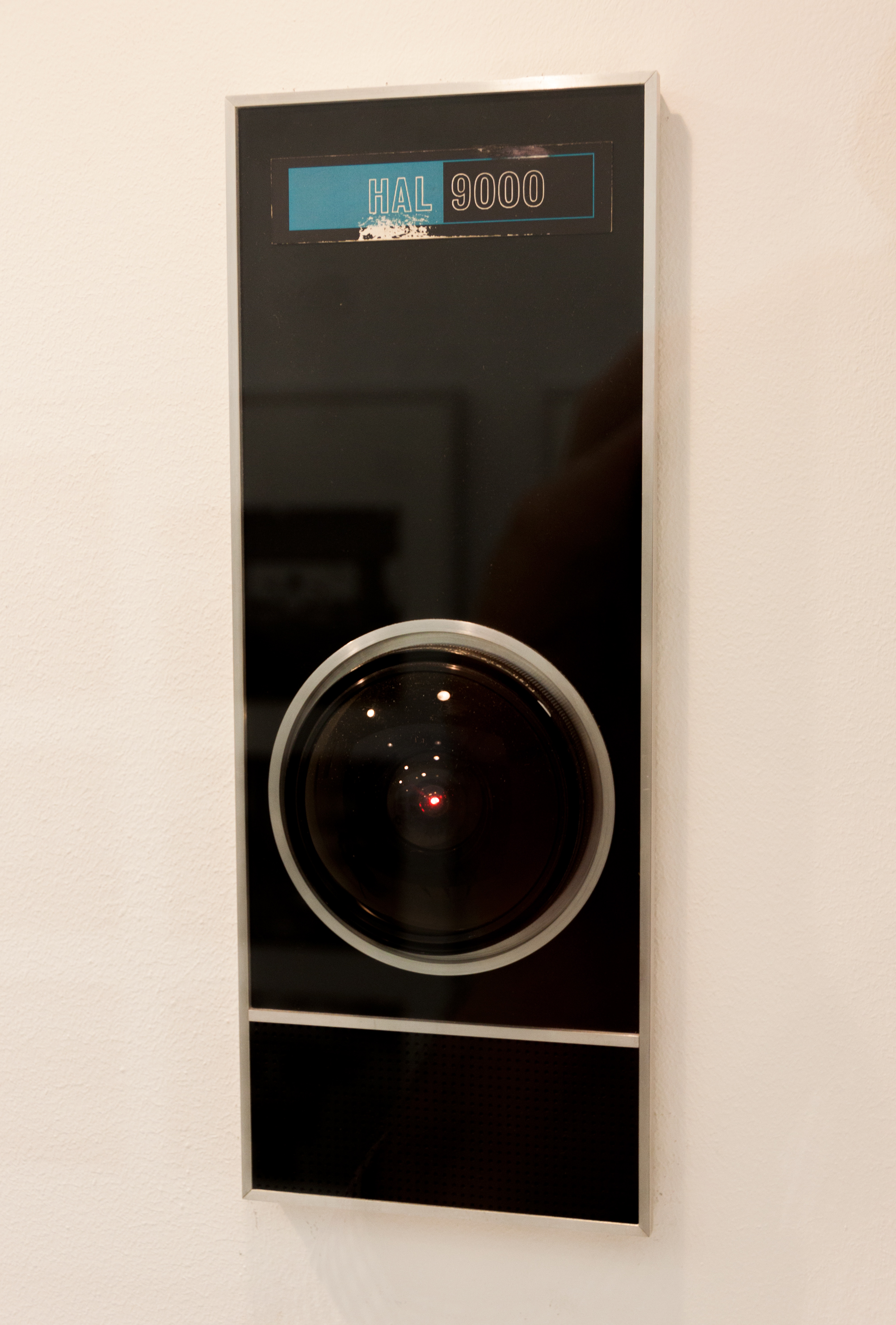
Réplique de HAL 9000 du film 2001, l'Odyssée de l'espace.

### Années 1960
- Alpha 60, dans le film Alphaville, une étrange aventure de Lemmy Caution de Jean-Luc Godard (1968).
- HAL 9000, dans 2001, l'Odyssée de l'espace (1968) et 2010 : L'Année du premier contact (1984).
- Colossus, dans le film Le Cerveau d'acier (1969).

### Années 1970
- Bomb 20, la bombe pensante, dans Dark Star (1974).
- le Tabernacle, dans Zardoz (1974).
- Maman (en anglais : Mother), l'ordinateur de bord dans le film Alien - Le huitième passager (1979).
- Proteus IV, dans le film d'horreur et de science-fiction Génération Proteus (1977).

### Années 1980
- SCMODS (State, County, Municipal Offender Data System), un ordinateur utilisé par les patrouilles de police dans le film The Blues Brothers (1980).
- Le Maître Contrôle Principal ou MCP (Master Control Program en anglais), le « méchant » du film Tron (1982).
- WOPR (War Operation Plan Response) dans le film WarGames (1983).
  - Joshua, un sous-programme utilisé par le WOPR dans WarGames, 1983).
- Skynet, dans la série de films Terminator (1984).
- ME ou Edgar, dans le film La Belle et l'Ordinateur de Steve Barron (1984).

### Années 1990
- Father (Père), l'ordinateur de la station dans Alien, la résurrection (Alien Resurrection) (1997).
- Euclid, un ordinateur très puissant utilisé pour des tests mathématiques par le principal personnage du film Pi (1998).
- The Matrix (la Matrice), le simulateur de réalité virtuelle dans la série de films The Matrix (1999 à 2003).

### Années 2000
- Red Queen, IA du film Resident Evil (2002).
- Vox, un ordinateur holographique dans la version moderne de La Machine à explorer le temps (2002).
- I.N.T.E.L.L.I.G.E.N.C.E. dans Team America: World Police (2004).
- E.D.I (Extreme Deep Invader) l'ordinateur de bord dans Furtif (2005).
- V.I.K.I. (Virtual Interactive Kinetic Intelligence), dans le film I, Robot (2004).
- Lucile, ordinateur de bord du vaisseau Mars 1 dans le film Planète rouge (2000).
- Icarus, ordinateur de bord du vaisseau spatial du même nom dans le film Sunshine de Danny Boyle, sorti en 2007.
- Jarvis (Just A Rather Very Intelligent System), l'intelligence artificielle commandant notamment les différentes fonctions de l'armure d'Iron Man (2008).
- AUTO, ordinateur de bord et pilote automatique de l'Axiom dans WALL-E, réalisé par Andrew Stanton en 2008.
- ARIIA (Autonomous Reconnaissance Intelligence Integration Analyst), l'ordinateur top secret du département de la Défense dans L'Œil du mal (2008).

### Années 2010
- MOSS, intelligence embarquée dans l'ISS, dans The Wandering Earth (2019).
- Samantha, intelligence artificielle dont Théodore tombe amoureux dans Her (2013).
- TARS, CASE et KIPP, des robots équipés d'intelligences artificielles, dans Interstellar (2014).

## À la radio

### Années 1970
- Deep Thought, Earth, le plus grand ordinateur de tous les temps, et Eddie, l'ordinateur de bord du vaisseau Heart of Gold dans Le Guide du voyageur galactique de Douglas Adams (1978).

### Années 1980
- Alarm Clock, un réveille-matin avec une IA et d'autres applications intégrées, comme un réfrigérateur et une télévision ; The Mainframe, un ordinateur de recouvrement du super-département de l'environnement, ainsi que Executive et Dreamer, dans 1994, une comédie satirique de la BBC de William Osborne et Richard Turner (en) (1985).
- ANGEL 1 et ANGEL 2, des gardiens auxiliaires de l'environnement ; l'ordinateur de bord Freewill, ainsi que Solaria D, Custodian, Sentinal et Earthvoice, dans la série Earthsearch de James Follett (en) (1980 - 1982).
- Hab, une parodie de HAL 9000 apparaissant dans la série The Son of Cliché radio de Rob Grant (en) et Doug Naylor (en) (1983 - 1984).

### Années 2000
- Alpha, de Mike Walker's BBC, dans la série du même nom (2001).
- Gemini, l'IA de K.E.N.T dans Nebulous de Graham Duff (en) (2005).

## Dans les téléfilms et les séries

### Années 1960
- WOTAN (Will Operating Throughout ANalogue), dans l'épisode de la série Doctor Who intitulé The War Machines (1966).
- L'ordinateur bibliothécaire dans Star Trek et l'ordinateur sans nom qui pilote le vaisseau Enterprise (1967).
- Le General, dans la série Le Prisonnier (1967).
- Landru, dans Star Trek (épisode The Return of the Archons, 1967).
- Vaal, dans Star Trek (épisode The Apple, 1967).
- M5, un ordinateur expérimental, dans Star Trek (épisode The Ultimate Computer, 1968).
- L'Oracle, dans Star Trek (épisode For the World is Hollow and I Have Touched the Sky, 1968).

### Années 1970
- BOSS (Bimorphic Organisational Systems Supervisor), dans Doctor Who (épisode The Green Death) (1973).
- Tim, dans The Tomorrow People, un ordinateur capable de communiquer par télépathie avec des humains qui ont développé des dons psioniques (en), et d'assister avec précision à la téléportation à longues distances (1973).
- The Matrix, base de données de toutes les connaissances dans l'épisode The Deadly Assassin de Doctor Who (à ne pas confondre avec The Matrix le film) (1976).
- Alex7000, de l'épisode en deux parties Doomsday is Tomorrow de la série télé Super Jaimie. Alex7000 est programmé pour déclencher un holocauste nucléaire si qui que ce soit teste une bombe atomique (1977). Hommage aux films de Stanley Kubrick 2001, l'Odyssée de l'espace et Docteur Folamour.
- Xoanon dans l'épisode The Face of Evil de Doctor Who (1977).
- Blake's 7 et Zen, l'ordinateur du Liberator dans la série Blake's 7 (1978).
- The Oracle, dans l'épisode Underworld de Doctor Who (1978).
- Vanessa 38-24-36 dans la série Quark (1978).
- Mentalis dans Doctor Who (épisode The Armageddon Factor, 1979).

### Années 1980

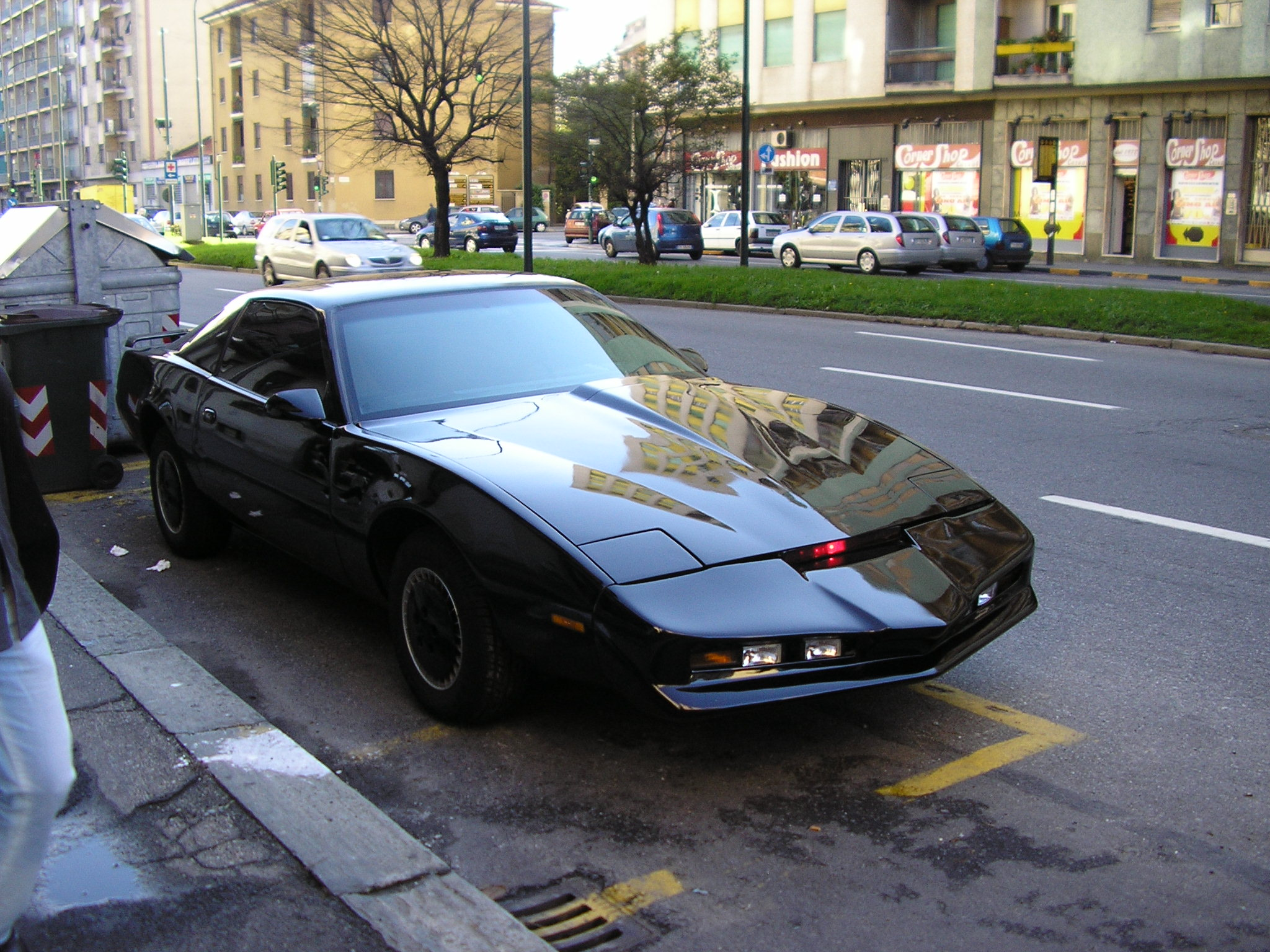
Réplique de KITT, la voiture ordinateur de la série télévisée K 2000.

- Ding-Ding, l'ordinateur du Village dans les Nuages.
- KARR, le prototype de l'ordinateur de bord de la voiture de K 2000.
- KITT, l'ordinateur de bord de la voiture de K 2000.
- RALF, l'ordinateur de Richie Adler dans Les Petits Génies.
- Shyrka, l'ordinateur de bord de la série animée Ulysse 31 (1981).
- Gambit, ordinateur de jeux dans Blake's 7 (1981).
- Slave, l'ordinateur de bord du vaisseau Scorpio dans Blake's 7 (1981).
- Teletraan I, l'ordinateur des autobots dans Transformers qui réveille les Transformers après leur crash sur la Terre, et Vector Sigma, le super-ordinateur qui créé la race des Transformers dans la série éponyme (1984).
- SID (Space Investigation Detector), l'ordinateur du Voyager dans la série pour enfants Galloping Galaxies! (en) (1985).
- Max Headroom, le présentateur cyberpunk de Max Headroom (1985).
- Box, un ordinateur en forme de boîte dans la série britannique Star Cops (1987).
- LCARS, l'architecture des ordinateurs utilisés dans l'univers Star Trek à partir de la série Star Trek : La Nouvelle Génération (1987).
- Magic Voice, l'ordinateur du Satellite de l'amour dans Mystery Science Theater 3000 (1988).
- Holly, l'ordinateur de bord, et Queeg 500, la sauvegarde du vaisseau spatial Red Dwarf dans la série de la BBC Red Dwarf (1988).
- The Ultima Machine, un casseur de code de la Seconde Guerre mondiale utilisé pour traduire des inscriptions vikings dans l'épisode The Curse of Fenric dans Doctor Who 1989).
- Ziggy, l'ordinateur de Code Quantum (1989).

### Années 1990
- Nicole, l'ordinateur de princesse Sally dans la série Sonic (1993).
- The Magi, un trio d'ordinateurs répondant aux noms de Melchior, Balthasar et Casper, dans Neon Genesis Evangelion (1995).
- L'ordinateur (sans nom) dans l'épisode Kill Switch de la 5e saison de la série X-Files : Aux frontières du réel (1998).
- Starship 31, le vaisseau de guerre conscient, dans l'épisode The Human Operators de la série Au-delà du réel : L'aventure continue (1999).
- The Beast, l'ordinateur géant de Satsuki dans l'anime X.

### Années 2000
- Comp-U-Comp, un super-ordinateur dans un épisode de la série Dilbert (2000).
- Aura dans la série animée .hack (2002).
- Vox du dessin animé Jimmy Neutron (2002).
- OoGhiJ MIQtxxXA - (traduit du Klingon en Intelligence galactique supérieure) dans l'épisode Super Computer de la série Aqua Teen Hunger Force (2003).
- XANA dans Code Lyoko (2003).

### Années 2010
- La Machine et Samaritain, deux intelligences artificielles provenant de la série Person of Interest. La Machine a été créée par Harold Finch et Samaritain est une dérivée de La Machine, créée par un ancien camarade de Harold, Arthur Claypool (2012).
- Gideon, une intelligence artificiel venant du futur, créé par Barry Allen dans la série The Flash (2014).

### Années 2020
- Rehoboam, intelligence artificielle contrôlant la société dans la série Westworld (Saison 3, 2020).

## Dans la bande dessinée
- AIMA (Artificially Intelligent Mainframe Interface) dans Dark Minds (1997).
- Aura, l'ultime intelligence artificielle qui gouverne « The World » dans .hack//Legend of the Twilight.
- Banana Jr. 6000, dans le comic strip « Bloom County » de Berkeley Breathed (en).
- Batcomputer, l'ordinateur de Batman dans sa Batcave.
- Erwin, dans la bande dessinée User Friendly.
- Gaïa, dans le manga Appleseed.
- iFruit, dans FoxTrot.
- Max, dans le comic strip « The Thirteenth Floor (en) ».
- Mother Box, dans la série Le Quatrième Monde (Jack Kirby's Fourth World).
- Praetorius, dans X-Files : Aux frontières du réel, la série dessinée, épisode 13 : One Player Only (1996).
- Toy, dans « Alien vs. Predator : The Deadliest of the Species » de Chris Claremont (1995).
- Kilg%re, une IA extraterrestre qui vit dans les circuits électriques dans le comics The Flash.

## Dans les jeux vidéo
- Daedalus, Icarus, Hélios et Morpheus, quatre intelligences artificielles intervenant comme des personnages à part entière, mais non matérialisés, dans le jeu vidéo Deus Ex.
- GlaDOS, intelligence artificielle de la série Portal, promettant un gâteau à Chell, le personnage principal, après une série de tests.
- Ix, ordinateur démon qui régie la ville d'Oomikron dans Omikron the Nomad Soul.
- 0D-10, une IA dans le chapitre futuriste du jeu Live A Live. Déterminé à tuer les humains à bord du vaisseau pour « restaurer l'harmonie ». Son nom vient de odio, un mot espagnol pour « haine », une référence à HAL 9000.
- 343 Guilty Spark, du jeu Halo, et ses suite Halo 2 et Halo 3
- 2401 Penitent Tangent, dans Halo 2.
- ADA, du jeu Zone of the Enders.
- CABAL (Computer Assisted Bio-engineered Artificial Life-form), dans :
  - Command and Conquer: Tiberian Sun
  - Command and Conquer: Renegade
  - Command and Conquer: Tiberian Dawn.
- Central consciousness, ordinateur-gouverneur dans le jeu Total Annihilation.
- Cortana, l'ordinateur de bord du Pillar of Autumn dans Halo: Combat Evolved.
- Dr Carroll, dans le jeu Perfect Dark.
- Durga / Melissa / Yasmine, l'ordinateur de bord du vaisseau Apocalypso dans Alternate Reality Game et I Love Bees (en) (démos de Halo 2).
- Durandal, Leela, Traxus IV et Tycho, les IA du jeu Marathon.
- EVA (Electronic Video Agent), dans Command and Conquer.
- Le Catalyseur, une très ancienne IA dans la série Mass Effect, qui créé et contrôle les Moissonneurs, les principaux ennemis du jeu.
- Aura, Morganna et Lycoris dans la série .hack.
- La mascotte de l'équipe de basketball Hectic Hackers dans Backyard Basketball (Backyard Sports series).
- Pokédex, une base de données de tous les Pokémon apparaissant dans toutes les versions du jeu (1996).
- PRISM, « la toute première machine sensible » dans le jeu A Mind Forever Voyaging de Steve Meretzky.
- SHODAN, l'adversaire du joueur dans System Shock et sa suite System Shock 2.
- Thiefnet computer, Bentley, l'ordinateur-tortue dans la série Sly Cooper.
- XERXES, l'ordinateur de bord qui est sous le contrôle de The Many dans le jeu System Shock 2.
- Xenocidic Initiative, l'ordinateur qui s'est construit lui-même dans Terminal Velocity
- PETs, (pour PErsonal Terminal) dans Mega Man Battle Network.
- Dvorak (en hommage a l'informaticien du même nom) dans Tom Clancy's Splinter Cell: Chaos Theory.
- IDA (Intelligence Défensive Améliorée, ou EDI en anglais pour Enhanced Defense Intelligence), dans la série Mass Effect. C'est l'intelligence artificielle qui gère le fonctionnement du SSV Normandy SR-2, le vaisseau commandé par le Commandant Shepard.
- FATE, dans Chrono Cross.
- Le Mother Brain du jeu vidéo Metroid.
- Le Mother Brain du jeu vidéo Chrono Trigger.
- Sol-9000 et System Deus de Xenogears.
- Xanadu, dans Kentucky Route Zero.
- Alt Cunningham, dans Cyberpunk 2077

## Dans les jeux de société et jeux de rôle
- L'Ordinateur, l'intelligence artificielle qui règne sur l'univers du jeux de rôle Paranoïa.
- The Autochthon, l'IA qui contrôle secrètement Iteration X, dans Mage : l'Ascension de White Wolf Publishing.

## Autre
- The CENTRAL SCRUTINIZER, le narrateur dans le disque Joe's Garage de Frank Zappa.
- Tandy 400, le premier ordinateur de Strong Bad qui répond aux e-mails dans les dessins animés en flash Homestar Runner. Tandy est une vraie marque d'ordinateur, mais elle n'a jamais produit un modèle 400.
  - Compy 386, le deuxième ordinateur de Strong Bad dans Homestar Runner.
  - Lappy 486, le troisième ordinateur de Strong Bad dans Homestar Runner.
- Le Zaltair, inventé par Steve Wozniak, cofondateur d'Apple.